# Baia Ob'
La baia Ob' è una baia situata sulla costa di Pennell, nella regione nord-occidentale della Dipendenza di Ross, in Antartide. La baia è larga circa 40 km ed è delimitata, a ovest, da punta Lunik e, a est, da capo Williams.
All'interno della baia, o comunque delle cale situate lungo la sua costa, entrano diversi ghiacciai, tra cui l'Astapenko, l'Astakhov, il Chugunov e il grande ghiacciaio Lillie che va a formare una vasta lingua di ghiaccio al di sopra della metà orientale della baia. Inoltre, a nord della baia, e quindi all'estremità settentrionale della banchisa che la ricopre, sono presenti le isole Sputnik.

## Storia
La baia Ob' è stata mappata per la prima volta dalla spedizione antartica sovietica svoltasi nel 1958 e così battezzata in onore della nave della spedizione, la Ob'.